# Playstation Portable
Playstation Portable (PSP) är en bärbar spelkonsol skapad av Sony Computer Entertainment. Playstation Portable är den tredje i Sonys Playstation-serie och deras första bärbara spelkonsol. Maskinen släpptes i Japan den 12 december 2004, och i de flesta övriga delar av världen under 2005. PSP (3000) var i februari 2009 den snabbaste bärbara spelkonsolen. PSP är Sonys försök att slå sig in på marknaden för bärbara konsoler, vilken tidigare helt dominerats av Nintendo. Nintendo lanserade rivalkonsolen Nintendo DS tre veckor innan Sony lanserade Playstation Portable.

## Grundläggande funktioner
| (Tidigare priser markeras i grått) |            |                                   |
| Land                               | Pris       | Datum                             |
| USA                                | US$199.99  | 4 mars 2006                       |
| USA                                | US$169.99  | 3 april 2007                      |
| Hongkong                           | HK$1360    | 3 april 2007                      |
| Europa                             | EU€199,99  | 3 april 2007                      |
| Europa                             | EU€169,99  | 4 maj 2007                        |
| Kanada                             | CDN$198.99 | 3 april 2007                      |
| Australien                         | AU$329.99  | 3 april 2007                      |
| Storbritannien                     | GB£180.00  | 1 september 2005, lanseringsdatum |
| Storbritannien                     | GB£149.99  | 3 april 2007                      |
| Storbritannien                     | GB£129.99  | 4 maj 2007                        |
| Storbritannien                     | GB£119.99  | 7 maj 2007                        |

Med Playstation Portable kan användaren, förutom att spela spel, titta på bilder, lyssna på musik, se på film eller surfa på Internet. Det finns en mängd tillbehör till konsolen, till exempel kameran Chotto Shot. Playstation Portable var den första bärbara konsolen att ha en optisk enhet som primärt lagringsmedia. Spelen finns oftast på små optiska skivor som kallas Universal Media Disc.
Spelkonsolen har många likheter med en vanlig PlayStation-handkontroll, men har en skärm mitt på. PSP finns i fem olika färger och den vanligaste är svart. På högersidan sitter strömbrytaren som skjuts uppåt för att sätta på apparaten och på vänstersidan är knappen som aktiverar det trådlösa datornätverket placerad, samt en lucka avsedd för ett minneskort. På minneskortet kan man lagra musik, film, bilder och till och med hela spel. Om man har en digitalkamera som använder samma typ av minneskort som Playstation Portable (Memory Stick), kan man även använda konsolen till bildvisning.
Batteriet som konsolen använder kan bytas ut. Själva batteriet sitter till vänster på baksidan och kan laddas i konsolen med den medföljande nätadaptern.
I Playstation Portables huvudmeny finns diverse ikoner som exempelvis inställningar, spel och datornätverk. Bakgrundsbilden till menyn kan man ställa in själv.
Spelkonsolens operativsystem kallas systemprogramvara och uppdateras av Sony emellanåt. Dessa uppdateringar kan konsolen själv ladda ned om det finns tillgång till trådlöst Internet. Om detta inte skulle vara fallet kan uppdateringarna laddas ned via en dator, läggas in på ett minneskort och därefter installeras på PSP.

## Varianter och tillbehör

### Paket

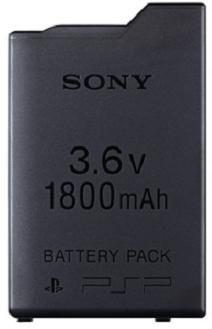
I samtliga varianter av Playstation Portable-paketen ingår ett batteri på 3,6 V och 1800 mAh.

Playstation Portable kan köpas som en del av produkterna Value Pack eller Core Pack, och på de flesta platser också som en del av Giga Pack och Entertainment Pack. I Japan fanns baspaketet (Core Pack) när Playstation Portable släpptes och senare gjordes den även tillgänglig i både Nordamerika och Europa.
De olika varianterna av PSP-paketen som fanns att köpa (Sony har stoppat tillverkningen av gamla PSP versionen i samband med att PSP Slim & Lite lanserades):
- "Core Pack" innehöll spelkonsolen, ett batteri och en AC-adapter.
- "Value Pack" innehöll allt som finns med i Core Pack, men också ett 32 Mbyte minneskort, hörlurar med fjärrkontroll, ett skyddsfodral, en bärrem och på vissa platser även en demo-UMD.
- "Giga Pack" innehöll som namnet antyder ett 1 GB minneskort istället för det på 32 Mbyte. Därutöver inkluderas även allt som finns i Value Pack, ett stativ för vertikal filmvisning och en USB-anslutningskabel. Giga Pack finns inte längre att köpas i Nordamerika.
- "Entertainment Pack" innehöll allt som finns i Giga Pack och även en kopia av ATV Offroad Fury: Blazin' Trails och filmen Lords of Dogtown på UMD

Det fanns även en andra variant av Value Pack, som även inkluderar ett 4GB minneskort och "PSP Media Manager 2.0". Det sistnämnda är Sonys egna synkroniseringsprogram för Playstation Portable.

## Nydesign av spelkonsolen

### PSP-2000
Vid E3 2007, släppte Sony information om att de planerade lanseringen en ny version av Playstation Portable i september 2007. Den nya versionen av PSP släpptes i Japan den 20 september och i Europa i början av samma månad . Den nya konsolen kom att bli 33 % lättare (vikten reducerades från 280g till 189g) och 19 % tunnare än originalet. Tillsammans med färgen svart pianolack som var originalfärgen på den första PSP:n, finns den nya versionen i "Ice silver". Ett specialpaket kallat "Star Wars edition Vanilla White" finns också tillgängligt, den har en bild av Darth Vader tryckt på baksidan av enheten och spelet Star Wars Battlefront: Renegade Squadron levereras tillsammans med specialpaketet.

### PSP-3000
I augusti 2008 erkände Sony att en tredje PSP, PSP-3000, en konsol som släpptes den 15 oktober 2008.
(14 oktober i Amerika, 15:e i Europa och 16:e i övriga regioner)
Skillnaderna från PSP Slim är små, bl.a. en inbyggd mikrofon, omdesignade Start-, Home- och Selectknappar och en förbättrad skärm.

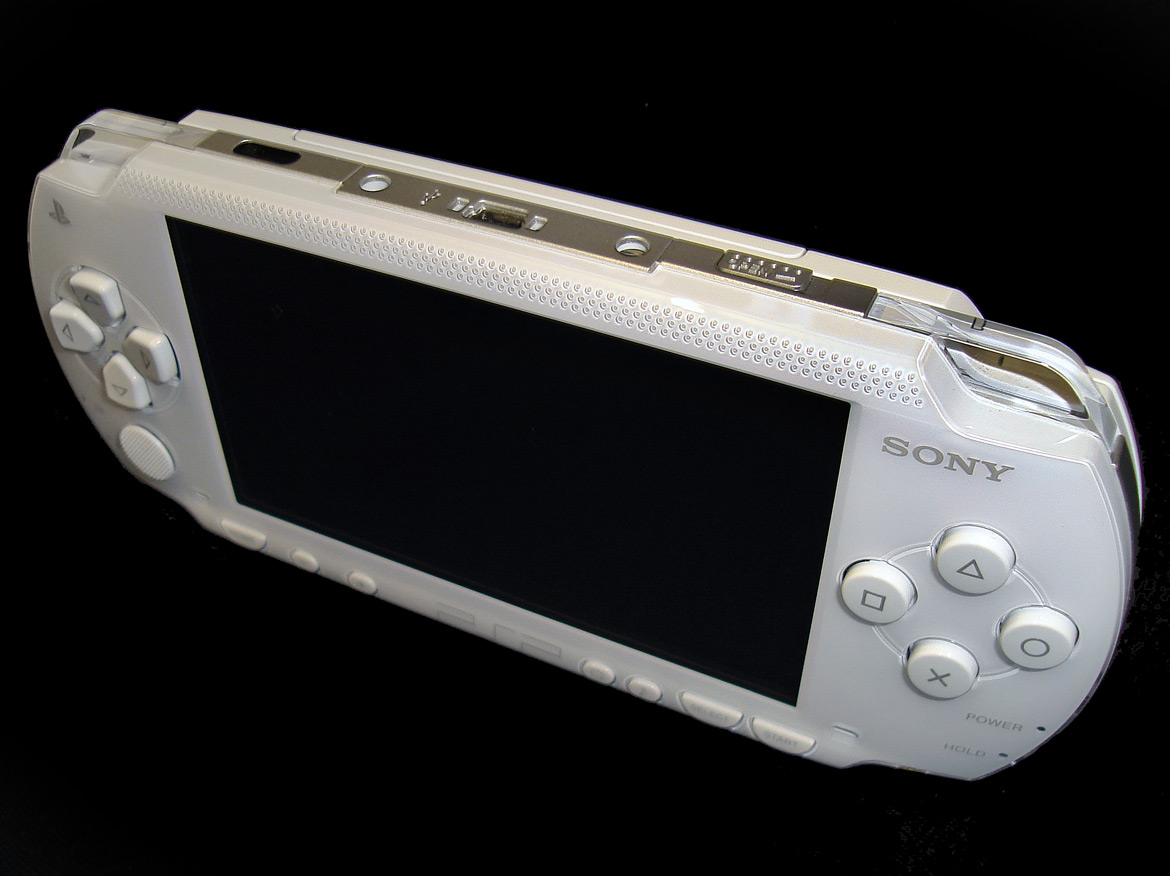
Den vita PSP:n har knappar som sticker ut mer än de på den svarta modellen.

## Färger
Playstation Portable finns för närvarande i sex färger; svart, vit, rosa, metallicblå, silver och guld. Den vita varianten finns att köpa i Japan, Sydkorea, Taiwan, Thailand, Singapore, Hongkong, Australien, och Europa, medan den rosa spelkonsolen bara finns att köpa i Europa. En skillnad mellan de vita och rosa Playstation Portable och den svarta spelkonsolen är att knapparna är högre på de vita och rosa modellerna. Silver och metallicblå släpptes den 14 december respektive den 21 december 2006, dessa två färger på spelkonsolen, kan endast köpas i Japan. Den guldfärgade varianten av konsolen släpptes den 22 februari 2007 i och kommer likt den blåa och den silverfärgade endast att säljas i Japan. I marknadsföringssammanhang betecknas de olika färgerna som "Clear Black", "Ceramic White", "Pink", "Metallic Blue", "Metallic Silver" och "Champagne Gold".

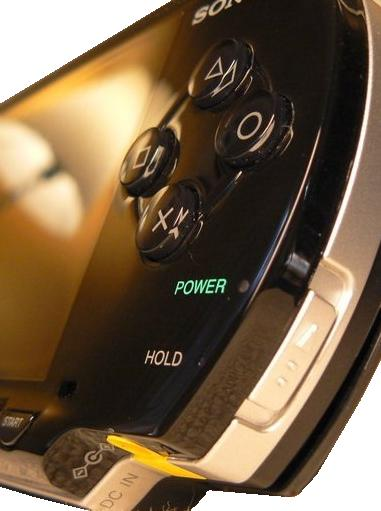
Playstation Portable startas med ett skjutreglage som även fungerar som "hold"-spärr vid musikuppspelning. Den gula kontakten i nederkanten används för att ladda konsolen.

 Vid årsskiftet mellan 2007 och 2008 lanserades ytterligare två färger: röd som kom att ha tema på Spiderman och gul som har tema på Simpsons. Dessutom medföljde respektive film och spel konsolen.

## Tillbehör
Sony säljer flera olika originaltillbehör till Playstation Portable. Bland dessa återfinns ett headset anpassat för spelkonsolen, ett bärfodral, "extended-life" batteri på 2200 mAh (batteriet som följer med spelkonsolen är på 1800 mAh), hörlurar med fjärrkontroll, batteriladdare, biladapter, rengöringsduk, AC adapter och bärrem. Bland de mer tekniskt avancerade originaltillbehören återfinns till exempel GPS-moduler och webbkameror.

## Användargränssnitt

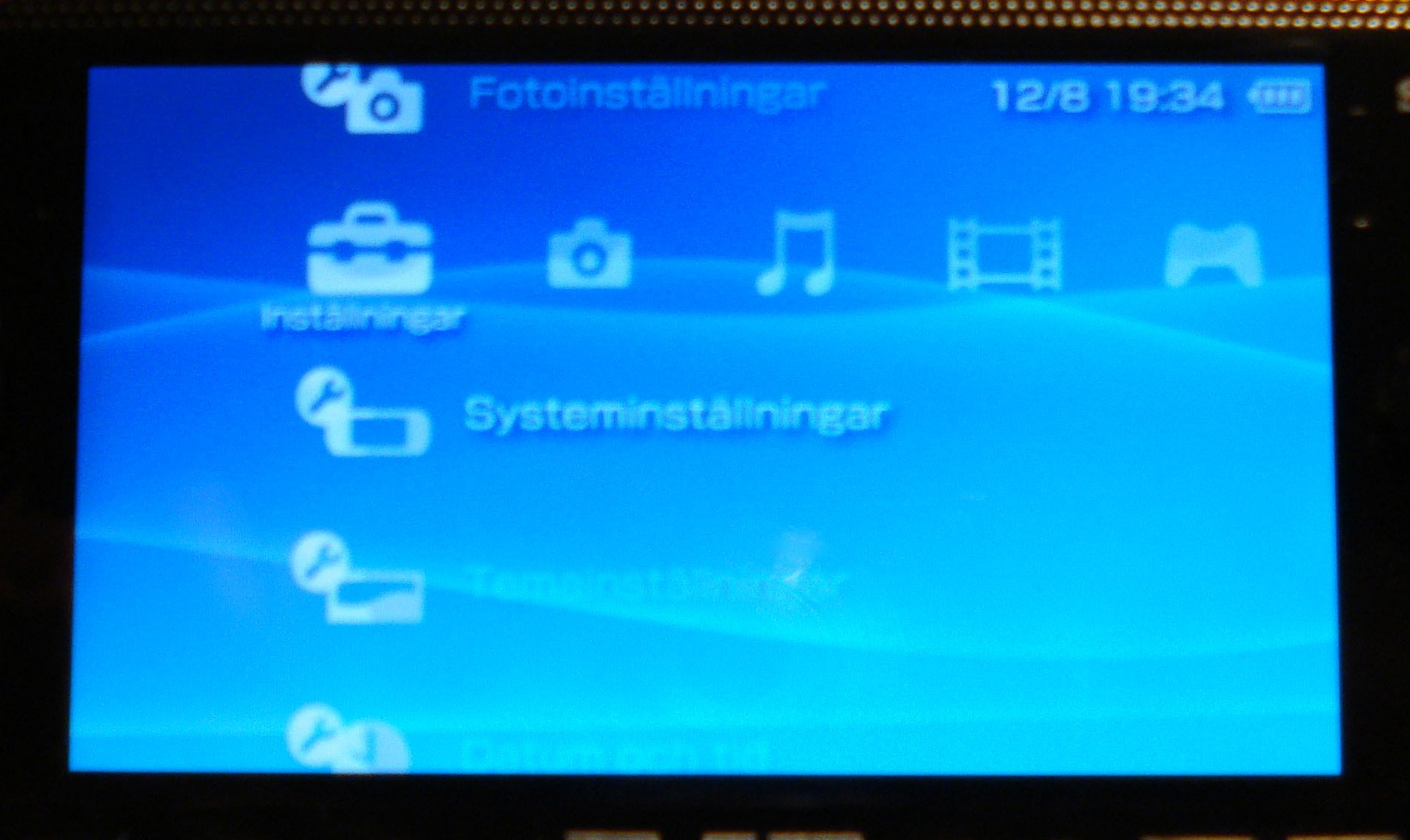
Det är möjligt att hacka systemkoden på PSP för att få svenskt språkstöd, något som inte finns officiellt än.

Playstation Portables huvudmeny använder gränssnittet "XMB" eller "Cross Media Bar", vilken också används på vissa nya tv-apparater från Sony, PSX och på den nya spelkonsolen PlayStation 3. Den består av följande horisontellt liggande ikoner:

Settings, Photo, Music, Video, Games, och Network.

När en av dessa ikoner är aktiv syns en vertikal rad av underikoner. Om man till exempel väljer "Games" syns bland annat underikonerna UMD och Memorystick (om dessa är tillgängliga). I dagsläget stöder Playstation Portable 12 olika språk på sin "XMB". Något officiellt svenskt språkstöd finns dock ännu inte, det är dock möjligt att hacka systemkoden och översätta språket till svenska.
Huvudmenyn tillåter användaren att bland annat ändra inställningar som datum och tid, spelkonsolens smeknamn för det trådlösa nätverket (nickname). Via huvudmenyn kan man också spela upp film och musik, visa bilder, starta spel, se batteristatus och försätta Playstation Portable i så kallat "link mode", vilket gör att man kan ansluta konsolen till datorn. "Cross Media Bar" kan nås när som helst genom att man trycker på "Home"-knappen på den högra nederkanten av konsolen.

### Kontroller
Även om Playstation Portable kan spela upp både film och musik, är kontrollerna främst anpassade för spel. Konsolen har två knappar på ovansidan "left" och "right", de är bland annat till för att välja kapitel i UMD-filmer. Konsolen har också de klassiska playstation-knapparna till höger om skärmen, triangeln, cirkeln, krysset och kvadraten och till vänster om skärmen sitter den analoga spaken samt de fyra riktningsknapparna (▲, ▼,◄, ►). På den nedre delen av konsolen under skärmen sitter knapparna: "Home", vol +/-, skärmljusstyrka, ljud, "Select" och "Start".
Knappen skärmljusstyrka (som ser ut som en rektangel), används för att ställa in ljusintensiviteten på skärmen. När konsolen är batteridriven finns tre ljusstyrkenivåer tillgängliga, men när PSP är nätansluten finns ett fjärde läge tillgängligt, vilket är det starkaste. Det finns dock program skrivna av privatpersoner som tillåter det starkaste läget även under batteridrift. Användning av det fjärde läget under batteridrift leder till ökad strömförbrukning och att batteriet laddas ur under kort tid.
Den analoga spaken är, på PSP, snarare en räfflad, tunn plastbricka man skjuter åt sidorna. "Brickans" design är inte lika ergonomisk som spakarna till de stationära PlayStationkonsolerna. Flera tredjepartsföretag tillverkar därför mjukare och oräfflade analoga utbytesspakar för dem som vill ha en utskjutande gummispak som på PlayStation 2-handkontrollerna.

### Bakgrunder

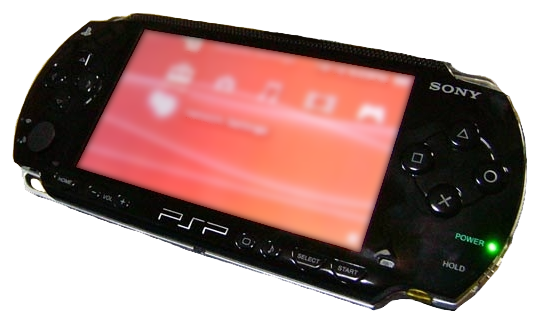
Playstation Portable med bakgrunden för december månad. Observera de fyra ljusa animerade linjerna som syns tydligt.

Playstation Portable har som standardinställning en bakgrund, som ändras automatiskt efter kalendermånad:
| Månad | Januari | Februari | Mars | April | Maj | Juni | Juli | Augusti | September | Oktober | November | December |
| ----- | ------- | -------- | ---- | ----- | --- | ---- | ---- | ------- | --------- | ------- | -------- | -------- |
| Färg  |         |          |      |       |     |      |      |         |           |         |          |          |

De inbyggda bakgrunderna är animerade med fyra ljusa, horisontella, vågiga linjer som långsamt sveper över skärmen.
Systemprogramvara 2.00 och senare tillåter användaren att manuellt välja bakgrundstema, men också att välja en egen bakgrund från en bild lagrad på ett minneskort. Det finns dock hemmagjorda program som tillåter detta utan systemprogramvara 2.00, men dessa tillåter bara egen bakgrund i begränsade bildpunktsdimensioner. Vid användning av personliga bakgrunder, försvinner de animerade strecken.

### Teman
I och med att systemprogramvara 3.70 släpptes, lade Sony till stöd för teman. De sparas i mappen THEME på minneskortet och har filändelsen .ptf. Dessa tema gör det möjligt att anpassa utseendet på ikonerna och bakgrunden på konsolen. Den 28 september 2007 släppte Sony även ett program kallat Custom Theme Converter, programmet kan användas för att skapa egna teman.

## Trådlöst nätverk
Playstation Portable kan ansluta till trådlösa nätverk som följer Wi-Fi-standarden IEEE 802.11b, detta tillåter användaren att surfa på Internet eller att ansluta sig till andra PSP runt om i världen för nätverksspelande. När trådlöst nätverk används drar konsolen betydligt mer ström, vilket drar ned den totala batteritiden med ungefär 30 %.
Skall tilläggas att PSP måste använda sig av Infrastructure Mode för att vara online, valet Ad Hoc Mode gäller bara för PSP till PSP för att spela spel (vilket många av spelen använder för multiplayer), PSP:n klarar inte att ansluta till Internet via Ad Hoc vilket gör att du måste ha en Router eller Access Point eller liknande för att ansluta till internet, detta omöjliggör saker som till exempel att koppla upp med en Android mobil eller Iphone som använder sig av WiFi Tether applicationer då dessa utnyttjar Ad Hoc.

## Multimediafunktioner
Playstation Portable är också en musikspelare och stöder flertalet kodek, bland annat AAC, MP3, WMA, ATRAC3 plus med flera. Musik kan spelas upp med eller utan fem olika visuella effekter. Bildvisaren hanterar bland annat JPEG, BMP, PNG, TIFF, GIF med flera. 
Videospelaren som finns inbyggd i spelkonsolen kan spela upp både skrivskyddade och icke skrivskyddade MPEG-4 och AVC-videor i en upplösning av 480×272 bildpunkter. I systemprogramvara 3.30 blev det möjligt att spela upp MPEG-4 och AVC-filer med högre upplösning i VIDEO mappen (720x480, 352x480, och 480x272). Detta gör det möjligt att utnyttja skärmens fulla potential.
Playstation Portable kommer att få visst stöd för uppspelning av material lagrat på Blu-ray-skivor. För att göra detta möjligt behövs en Playstation 3 och en Blu-ray-skiva som även innehåller en speciellt anpassad version av filmen för uppspelning på en Playstation Portable.

## Hårdvara

### Huvudprocessor
Konsolens huvudprocessor innehåller både en processor baserad på MIPS R4000 och hårdvara för avkodning av diverse multimedia till exempel H.264. Vidare innehåller den även en vektorenhet kallad "Viritual Mobile Engine". MIPS R4000-processorns klockfrekvens kan sättas mellan 1 och 333 MHz. Sony har dock satt en mjukvaruspärr så att processorns frekvens kapas till 222 MHz för licensierad mjukvara. Det finns dock nya spel som använder sig av en högre klockfrekvens, till exempel Ratchet and Clank: Size Matters, vilken använder sig av 266 MHz. Diverse inofficiella program tillåter användaren att köra processorn i 333 MHz, generellt sett leder detta till en högre bilduppdateringshastighet på bekostnad av en kortare batteritid och en högre värmeutveckling.
Systemet har 32 MB huvud-RAM och 4 MB inbäddat DRAM. Det finns ingen minnesdirigering för CPU:n. Det finns ännu inget bevis för att en så kallad "Translation Lookaside Buffer" ("TLB") skulle finnas (ett slags cacheminne för CPU:n). Hjälpprocessorn som normalt dirigerar "TLB"-baserad MMU verkar vara en egentillverkad variant av Sony och har inget integrerat minne.

### Grafikprocessor
Playstation Portable har en grafikprocessor som arbetar i 166 MHz och har 2 MB inbäddat minne tillsammans med en bussbredd på 512 bitar. Processorn kan hårdvarubaserat rendera NURBS och polygoner, hårdvaruriktat ljus, cliping, miljöprojektion och texturkartläggning, texturkomprimering och tessellation, "alpa compositing", djup- och schablontester, morfning med mera. Allt detta görs i 16 eller 24 bitars färgdjup. Grafikkortet kan även hantera bildutmatning. Specifikationerna hävdar att Playstation Portable är kapabel att rendera 33 miljoner nyanslösa polygoner per sekund, med en fyllningshastighet på 664 miljoner bildpunkter per sekund.

### Moderkort
Playstation Portable har sedan den lanserades levererats med flera olika moderkort, beroende på när den tillverkats. De olika moderkorten som finns på marknaden är numrerade från originalet, "TA-079", till "TA-086". Två av moderkorten, "TA-082" och "TA-086" har inbyggda hårdvaruskydd för att göra det svårare att nedgradera konsolen.
Man kan ta reda på vilket moderkort som ett exemplar av spelkonsolen använder utan att upphäva garantin. Genom att öppna UMD-läsaren, kan man se en bit av moderkortet. Uppe i det högra hörnet kan en text som lyder "IC-1003" finnas, då har konsolen moderkortet "TA-082", om ingen text finns har konsolen moderkortet "TA-079"

### Bildskärm
Spelkonsolen har en 4.3 tums bildskärm bygger på TFT LCD-teknik och har bildförhållandet 16:9 och en upplösning på 480 × 272 bildpunkter. Skärmen är bakgrundsbelyst och ljusintensiviteten på denna kan ställas i fyra nivåer (upp till  200 candela/m2), varav den starkaste (vid användning av originalmjukvara) endast kan användas när konsolen är fast ansluten till elnätet. Bildskärmen tillverkades tidigare av Sharp, men numera beställer Sony dem från Samsung.

### Optisk enhet
Playstation Portable använder sig av en optisk enhet, kompatibel med Sonys egna diskformat, UMD. Användning av enheten ökar strömförbrukningen hos konsolen med cirka 10 % och den har kritiserats för sina låga överföringshastigheter, vissa spel tar mer än 2 minuter att läsa in. Delvis som en följd av detta har tredjepartssystemprogramvaror utvecklats för att kunna köra spelen från imagefiler som lagrats på minneskort istället.

### Trådlöst nätverkskort
Playstation Portable kan ansluta till trådlösa nätverk som följer Wi-Fi-standarden IEEE 802.11g, detta tillåter användaren att surfa på Internet eller att ansluta sig till andra PSP runt om i världen för nätverksspelande. När trådlöst nätverk används drar konsolen betydligt mer ström, vilket drar ned den totala batteritiden med ungefär 30 %.
Sony har ett inbyggt trådlöst nätverkskort som bygger på chippet 88W8310 från Marvell Semiconductor. Chippet stödjer IEEE 802.11g, vilket kan uppnå en överföringshastighet på 54 Mbps. Sony verkar dock ha strypt hastigheten till 11 Mbps.
Systemprogramvara 2.00 släpptes den 27 juli 2005 för den japanska PSP och den 24 augusti 2005 för nordamerikanska. Uppdateringen innehöll en webbläsare (som bygger på NetFront och tillverkas av Access Co. Ltd) och stöd för att ansluta konsolen till trådlösa nätverk med WPA-, WPA2- och WEP-kryptering. När webbsidor visas i spelkonsolens webbläsare kan dessa i vissa fall te sig annorlunda än om de visats av en dator, exempel på detta är de europeiska och amerikanska, officiella, Playstation Portable-sajterna.

#### Delning av spel
Vissa Playstation Portable-spel har stöd för något som kallas "gamesharing", vilket tillåter ett begränsat antal spelare att spela multiplayer med varandra från ett enda UMD-spel. Detta sker genom att en reducerad version av spelet, via Wi-Fi skickas från värdkonsolen med UMD:n i, till de andra konsolerna, som sedan sparar ned spelet på sina RAM-minnen.
Spel som delar på UMD brukar ofta uppvisa reducerade spelmöjligheter på grund av tekniska begränsningar. Detta beror främst på överföringstiden till andra PSP, maximal hastighet är 11 megabit per sekund. Dessutom sparas informationen i RAM-minnet på spelkonsolen vilket är begränsat till 32 Mbyte (64 MB hos Playstation Portable Slim). Det är dock tekniskt möjligt för kommande spel att spara data, som inte får plats i internminnet, på ett minneskort.

#### Ad-hoc-nätverk
Ad-hoc-nätverk tillåter upp till 16 Playstation Portable, som befinner sig inom det trådlösa nätets räckvidd, att kommunicera direkt med varandra (typiskt för nätverksspel). En enhet agerar värd för ett spel, vilket blir tillgängligt för andra PSP inom värdkonsolens räckvidd, och visas i en lista när klientkonsolen söker efter tillgängliga värdkonsoler. Att agera värd för ett spel ökar batteriförbrukningen markant och reducerar batteritiden med upp till så mycket som 35 %, beroende på hur mycket data som skickas. Med systemprogramvara 2.00 eller senare kan Playstation Portable använda sig av Ad-Hoc teknologin för att sända och ta emot bilder från andra PSP. Detta görs genom att använda "send" och "receive" funktionerna som finns under menyn "Photo".

#### Infrastruktursnätverk

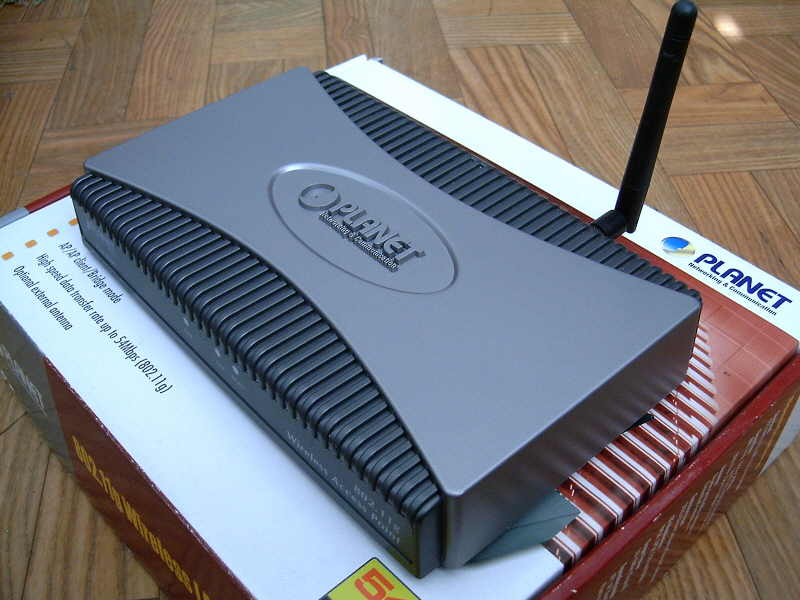
Playstation Portable kan trådlöst ansluta till Internet via en accesspunkt.

Konsolens huvudmeny tillåter användare att konfigurera systemet för användning över Internet eller ett intranät, via en trådlös anslutning, också känt som "infrastrukturläge". Konsolens meny kan känna igen både krypterade och icke krypterade nätverk inom konsolens räckvidd.
Användandet av infrastruktursnätverk i Playstation Portable-mjukvara började med ett litet antal spel när PSP började säljas i Nordamerika, som hade stöd för onlinespelande.
Sonys "Location-Free Player" låter användarna se på tv på deras PSP-konsoler över Internet. Genom "Location-Free Player" kan användare se och kontrollera deras tv-tjänst från vilken plats som helst, så länge de har tillgång till ett trådlöst nätverk.

#### RSS-strömmar
Playstation Portable stödjer nedladdning av video- och audio-RSS och podcast. Innehållet sparas på minneskort. I systemprogramvara 3.50, lades en RSS-guide till.

#### LocationFree
Spelkonsolen har, från och med systemprogramvara 2.50, stöd för mottagning av strömmande video, denna funktion kallas LocationFree. För att kunna dra nytta av funktionen krävs en basstation (PlayStation 3 fungerar också), såväl som en bredbandsanslutning. Med LocationFree kan användaren strömma ut TV eller videoklipp från basstationen till vilken PSP eller bärbar dator som helst som finns inom räckvidden av en trådlös accesspunkt. Det krävs dock en licens för varje enhet som tar emot LocationFree, dessa licenser kan köpas av Sony.
I och med lanseringen av systemprogramvara 3.10, lade Sony till en funktion som tillåter användaren att spara ned LocationFree-material till Playstation Portables minneskort.

### Infraröd port
Playstation Portable har en IrDA-port uppe till vänster på enheten, den används dock inte av något spel eller systemfunktion idag. Däremot finns det hemmagjorda program som låter användaren använda spelkonsolen som en fjärrkontroll för att kontrollera olika apparater, detta kräver dock att man inte uppgraderat konsolen med systemprogramvara 2.00 eller senare, alternativt att man har en inofficiell variant.

### Gränssnitt

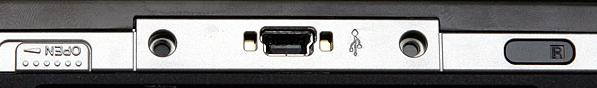
Playstation Portable sedd ovanifrån. I mitten syns en mini-USB kontakt. Till höger om den finns ett svärtat fönster, IrDA-porten för trådlös kommunikation med andra enheter.

Playstation Portable har möjlighet att kommunicera med andra enheter. Spelkonsolens olika kommunikationsportar listas nedan:
- USB - I mitten på ovansidan av PSP sitter en USB-port, den används för att ansluta konsolen till en dator. Har man en Chotto Shot eller en GPS-mottagare för Playstation Portable, ansluts även dessa här.[23]
- IrDA - Lite till vänster om USB-porten finns en IR-sändare/mottagare för trådlös kommunikation. I dagsläget används dock den här porten varken av konsolen eller av någon av dess spel.[24]
- WiFi - Spelkonsolen har även en annan möjlighet att kommunicera trådlöst med andra enheter, via en inbyggd WiFi-port. Användaren kan till exempel spela spel med andra PSP-användare i multiplayerläge, surfa på Internet eller ta del av strömmande ljud eller videofiler (Podcasts). WiFi-tekniken möjliggör även ihopkoppling av Playstation Portable till Sonys nya stationära spelkonsol Playstation 3 och diverse andra Sony-produkter. Högsta möjliga trådlösa dataöverföringshastighet hos spelkonsolen är 11 Mbps.[24]
- 3.5 mm teleplugg - På undersidan, till vänster sitter ett hörlursuttag, som är av typen 3.5 mm teleplugg. Kontaktdonet hanterar mono- och stereo-kontakter. Alldeles bredvid telepluggsuttaget sitter ett sexpoligt kontaktdon, detta används bara när Playstation Portables egen fjärrkontroll anslutits. Fjärrkontrollens kontaktdon är utformat så att den ansluts till både telepluggen och det sexpoliga kontaktdonet samtidigt. Det sexpoliga kontaktdonet används för att kunna styra låtbyte, volym och dylikt.[23]

## Systemprogramvara
Varje Playstation Portable har en version av firmware eller systemprogramvaran inbyggd, som utgör operativsystemet hos spelkonsolen. Sony släpper kontinuerligt nya versioner av systemprogramvaran. I nya systemprogramvaror lägger Sony in nya funktioner, skydd mot virus och minskar dessutom risken för att användare lyckas köra piratkopierade spel på PSP.
Systemprogramvaran kan i dagsläget uppdateras på följande fyra vis:
- Direktnedladdning till PSP:n över Wi-Fi. Detta görs genom att välja "Settings", "Network Update" från XMB.[26]
- Nedladdning av uppdateringsfil till PC, som sedan förs över till spelkonsolen via USB-kabel eller genom att lägga in den på ett minneskort som sedan stoppas i spelkonsolen.[26]
- Uppdatering från UMD som finns med vissa spel. Att systemprogramvara inkluderas på UMD beror ofta på att spelet kräver den bifogade systemprogramvaran för att fungera.
- Nedladdning från en PlayStation 3 till PSP via USB-kabel. (Fungerar bara med den japanska versionen)

Den senaste systemprogramvaran för konsolen är 6.38, vilken lanserades den 12 april 2011

## Lagringsmedia

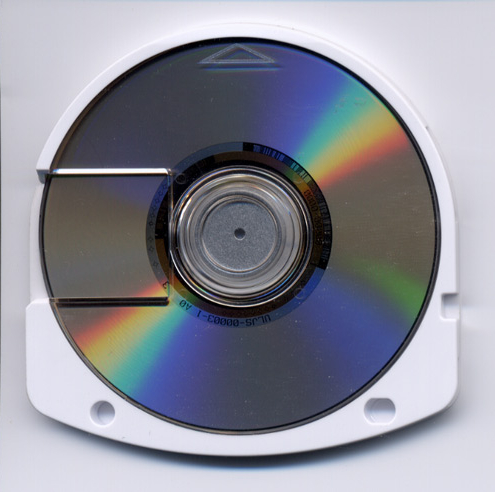
Ett UMD-spel, vilket kan användas i Playstation Portable

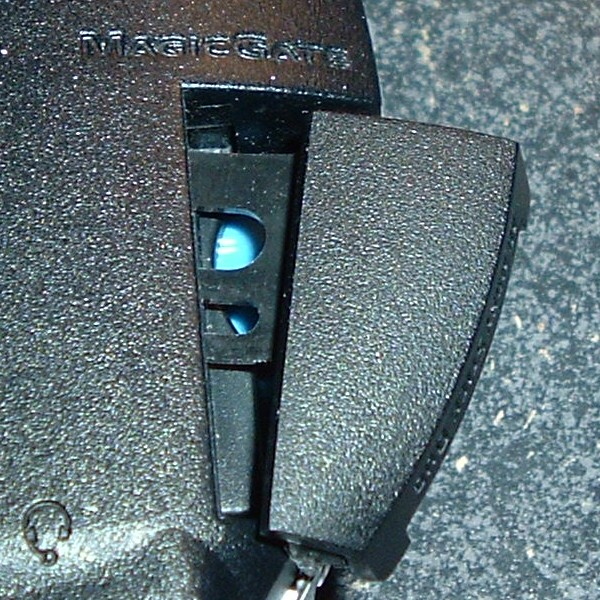
På Playstation Portables baksida sitter en MagicGate Memory Stick-kortplats.

Playstation Portable använder sig av Sonys eget skivformat Universal Media Disc (UMD), som kan rymma upp till 900 megabyte eller 1,8 gigabyte på UMD DL. På dessa skivor lagras normalt spel och filmer, men det förekommer även att musik och bilder säljs på UMD. Skivorna har en regionskodning som liknar den hos dvd, men den finns bara på film-UMD, inte på skivor med spel.
Konsolen har en inbyggd minneskortsläsare, avsedd för minneskortet Memory Stick Pro Duo, vilken gör att användaren kan använda dessa kort för att till exempel lagra filmklipp, musik, foton och programvara.
Spelkonsolens batteri räcker för ungefär fyra timmars spelande från UMD-skivor, men betydligt längre om man spelar spelen via ett minneskort.

### Spelande från minneskort
Att spela hela spel (ej demo-spel) under originalsystemprogramvara, är bara möjligt om man har systemprogramvara 1,50 eller tidigare. Alternativt kan man använda en inofficiell variant av systemprogramvaran eller programmet "devhook", vilket emulerar UMD-skivor från ISO-avbilder ("Devhook" kan dock endast användas med systemprogramvara 2.71 och tidigare).
Det finns inofficiella program, så kallade "downgraders" som gör det möjligt att nedgradera PSP till en tidigare version av systemprogramvaran. Sony vill dock motverka detta och för varje ny uppdatering av systemprogramvaran, blir det svårare att nedgradera. Det finns dessutom risker med nedgradering, dels slutar garantin att gälla och dels finns det risk att spelkonsolen går sönder.
En annan metod som används för att kunna spela minneskortsspel är att använda chippade konsoler, som tillåter att två olika systemprogramvaror används samtidigt. Dessa modifikationschip är relativt nya på marknaden och installationen är riskabel, då man måste öppna upp höljet och löda fast komponenterna direkt på konsolens moderkort. Även tillämpning av denna metod gör att garantin upphävs.

## Playstation Portable-spel
Spelen till Playstation Portable finns normalt på UMD-skivor, vilka läses av UMD-läsaren. Denna sitter på baksidan av konsolen. Spelen kräver ingen installation och speldata sparas på minneskort. Spel kan även lagras på minneskort, vilket drar betydligt mindre ström än UMD-spel. Sony försöker dock motverka hembrända spel på minneskort (homebrew), då de är lätta att piratkopiera. Med systemprogramvara 2.0 eller senare installerad, blir spel lagrade på minneskort mycket svårare att exekvera.

### PlayStation One spel
I och med att Sony lanserade systemprogramvara 3.00, kom en ny typ av spelmarknad för Playstation Portable. Sony lade nämligen in stöd för PlayStation One-spel i uppdateringen. Dessa går att ladda ned via PlayStation Network, men för att göra detta behövs dock en PlayStation 3 eller ett Playstation Store konto där man kan ladda ner spel via Playstation Stores officiella webbplats.

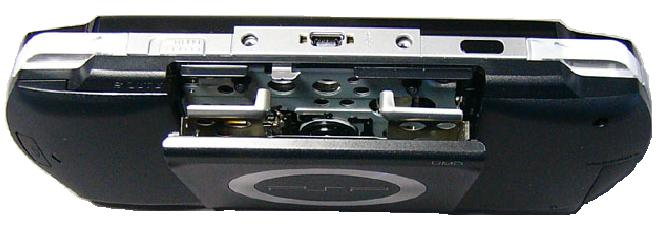
Playstation Portable med UMD-läsaren öppen. För att öppna UMD-läsaren, drar man ett skjutreglage, placerat på konsolens ovansida, åt sidan.

### Demospel
Demonstrationsspel till Playstation Portable kan laddas ned från Internet och sparas på ett Memory Stick Duo. Storleken på ett demospel brukar ligga runt eller strax under 10 Mbyte, det finns dock undantag t.ex. MLB 07 The Show som är hela 156 Mbyte stort. Dessa kan sedan spelas som om de vore UMD-spel. Det finns även exempel på demospel som släppts på UMD-media och skickats ut till användare av konsolen, dessa har dock endast givits ut i begränsade omfattningar. Om ett japanskt demospel spelas på en icke-japansk spelkonsol eller vice versa, finns risk att symbolkontrollernas funktioner kan vara omkastade.

## Homebrew
Program skrivna för Playstation Portable (eller någon annan spelkonsol), brukar kallas för homebrew. För PSP finns ett stort utbud av dessa program. Bland annat spel, filhanterare, WiFi-applikationer, IR-sändarprogram med mera. För att dessa program som inte har blivit digitalt signerade av Sony skall kunna exekveras, krävs att konsolen använder sig av systemprogramvara 1,50 eller alternativt en inofficiell variant.

## Mappstruktur
Playstation Portable lagrar speldata och annan data på minneskort av typen Sony Memory Stick Pro Duo. För att spelkonsolen skall kunna läsa informationen måste den vara organiserad i en viss struktur. Hos PSP-konsoler med systemprogramvara 2.71 eller tidigare ser mappstrukturen på minneskortet ut på ett helt annat sätt än hos konsoler med senare systemprogram.

## Playstation Portable-modeller
Playstation Portable finns i olika modeller beroende på var de säljs. UMD-filmerna har, precis som dvd-filmer, regionskodning. För att kunna se på en UMD-film, måste både spelkonsol och UMD vara av samma region. Nedan finns en tabell som visar vilken region olika PSP-modeller tillhör:
| Första versionens PSP |                            |   |                                                                        |
| PSP-1000              | Japan                      | 2 | Svart, vit, silver, metallicblå, guld                                  |
| PSP-1001              | USA                        | 1 | Svart, vit                                                             |
| PSP-1002              | Australien och Nya Zeeland | 4 | Svart, vit                                                             |
| PSP-1003              | Storbritannien             | 2 | Svart, vit, rosa                                                       |
| PSP-1004              | Europa                     | 2 | Svart, vit, rosa                                                       |
| PSP-1005              | Korea                      | 5 | Svart, vit                                                             |
| PSP-1006              | Hongkong och Singapore     | 3 | Svart, vit                                                             |
| PSP-1007              | Taiwan                     | 3 | Svart, vit                                                             |
| PSP-1008              | Ryssland                   | 5 | Svart, vit                                                             |
| PSP-1009K             | Kina                       | 6 | Svart, vit                                                             |
| PSP-1010K             | Mellanöstern               | 6 | Svart, vit                                                             |
| Andra versionens PSP  |                            |   |                                                                        |
| PSP-2000              | Japan                      | 2 | Piano black, vit, ice silver, Rose Pink, Lavender Purple, Felicia Blue |
| Tredje versionens PSP |                            |   |                                                                        |
| PSP-3000              |                            |   |                                                                        |

Modellnummer, serienummer mm

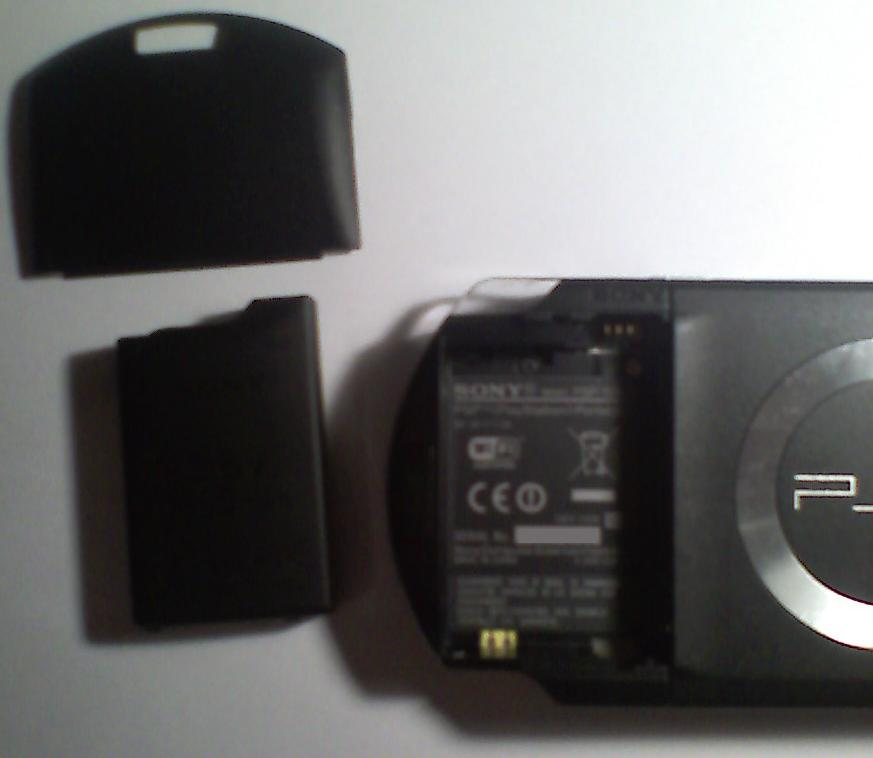
En Playstation Portable med batteriet borttaget för att avläsning av modell skall kunna ske

Man kan ta reda på av vilken modell en Playstation Portable är genom att läsa på informationsplattan under batteriet. Modellnumret står längst uppe till höger och ser ut på följande sätt: PSP-"Försäljningslandskod" "Färgkod". Färgkoderna ser ut på följande sätt:
- K (svart)
- CW (vit)
- PK (rosa)
- SV (silver)
- MB (metallicblå)
- CG (guld)

Som ett exempel så får en rosa Playstation Portable av första versionen från Storbritannien modellnummer PSP-1003 PK
På plattan står även konsolens unika serienummer, WiFi-certifieringslogo, tillverkningsland med mera. Om plattan avlägsnas lämnar Sony inte längre någon garanti på produkten eftersom de då inte längre kan säkerställa att konsolen inte har öppnats.

## Kontroversiella marknadsföringskampanjer
- Sony erkände i slutet av 2005 att man betalat graffitikonstnärer för att spreja reklam för Playstation Portable i sju större städer i USA, bland annat i New York, Philadelphia, och San Francisco. Guvernören av Philadelphia har därför signerat en så kallad "cease and desist"-handling, en handling som kräver att mottagaren skall avbryta någon typ av verksamhet (i detta fall lejning av graffitimålare). Enligt Sony, har de betalat ägarna till byggnaderna för att få måla på husen.[31]

- År 2006, genomförde Sony en kampanj med affischer i England. En av affischerna hade en slogan som lyder "Take a running jump here", vilken togs bort från ett tunnelbanetåg, då man var oroad för att den skulle kunna uppmuntra till självmord.[32]

- Nyheter spred sig under juli månad år 2006 kring en annonstavlereklam i Nederländerna. Bilderna föreställde en vit kvinna som höll en svart kvinna i käken, samtidigt som hon säger: "den vita Playstation Portable kommer". Vissa uppfattade reklamen rasistiskt laddad, på grund av att en vit kvinna underkuvar en svart kvinna. Två andra, liknande reklamer existerade vid sidan om denna. Den ena visade de båda kvinnorna vända mot varandra i stridsställningar, medan den andra föreställde den svarta kvinnan i en dominant ställning över den vita kvinnan. Sony hävdade att syftet med denna reklamkampanj var att sätta den vita och den svarta modellen av deras spelkonsoler, som finns att köpa, i kontrast med varandra. Reklamerna användes aldrig i andra delar av världen och drogs tillbaka från Nederländerna, som en följd av att den uppfattats som stötande.[33]

- Sony fingranskades online under december 2006. Detta berodde på att företaget använt så kallad gerillamarknadsföring (ett slags lågbudgetreklam) för att göra varumärket mer känt. Reklamen utgjordes av reklam maskerad som bloggare, vilka desperat ville ha en Playstation Portable. Webbadressen var registrerad på reklamföretaget Zipatoni å Sonys vägnar, innan webbplatsen stängdes ner. En spegelsajt återfinns här.[34][35][36][37]

## Kritik
Playstation Portable har, precis som PlayStation 3, fått hård kritik för sitt höga lanseringspris på 245 dollar (Value Pack). Priset sjönk dock efter hand, nu ligger priset på konsolen i grundutförande (Core Pack) på 140 dollar vilket bara är 10 dollar mer än vad Nintendo DS Lite kostar. Den kraftigaste prissänkningen ägde rum mellan den tredje april och den fjärde maj 2007, redan den första veckan efter prissänkningen den 4 maj ökade Sonys försäljning av spelkonsolen med 60 % i Storbritannien.

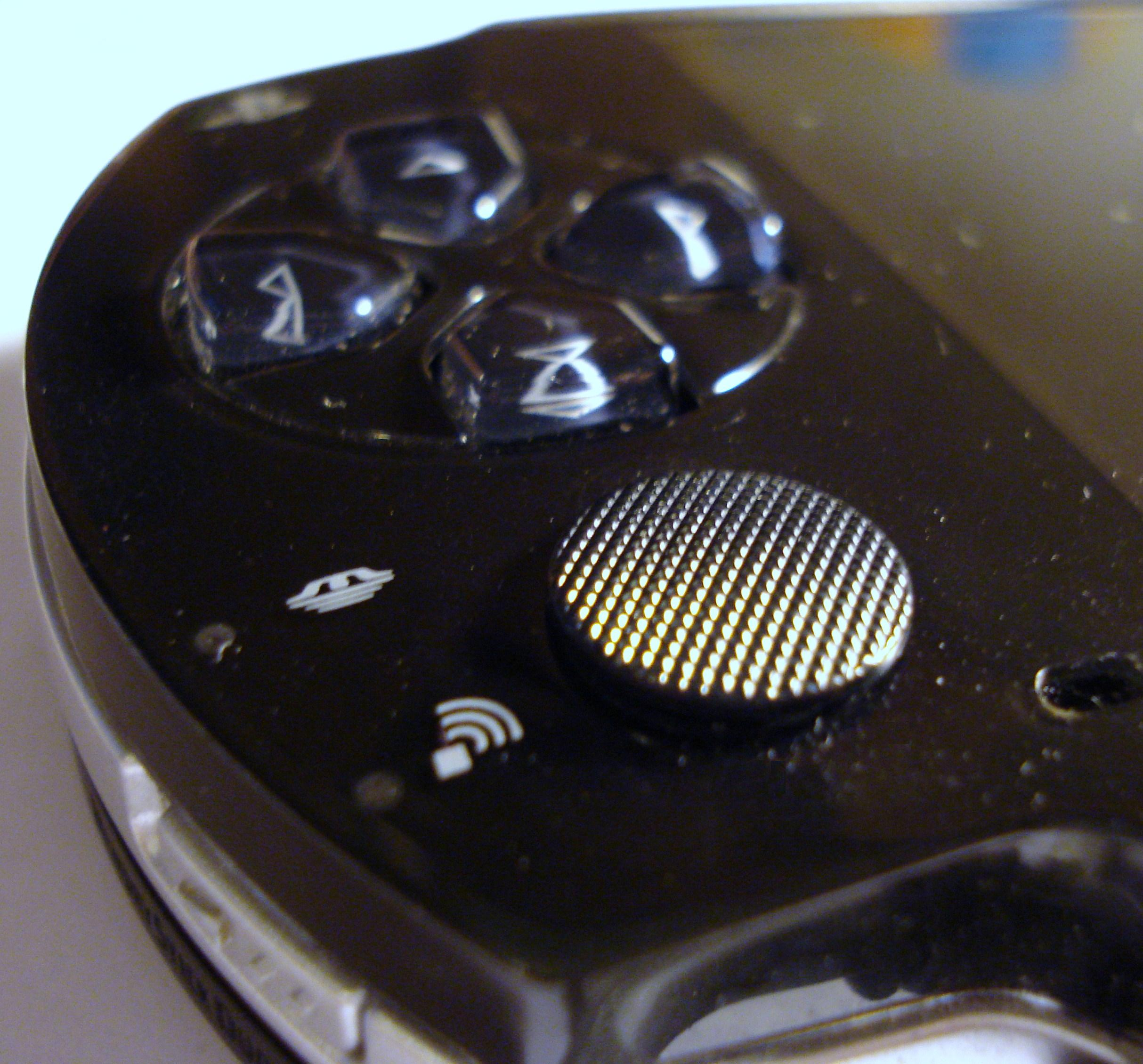
Den kritiserade styrspaken på konsolen består av en bricka som kan skjutas åt olika håll

Om man jämför Playstation Portables kontroller med en handkontroll till Playstation 2, har den förstnämnda flera svagheter. För det första har PSP bara en analog spak (en PlayStation 2-handkontroll har två). Den andra svagheten är att den analoga spak som Playstation Portable faktiskt har, snarare är en bricka som kan skjutas åt olika håll, det finns dock tredjepartsföretag som har tillverkat riktiga PlayStation 2-spakar.
Tryckknappen märkt med en fyrkant är stum jämfört med de övriga intilliggande knapparna. Knapparna L (Left) och R (Right) kan på vissa konsoler ha för stort spel i sina säten, vilket kan leda till att konsolen skramlar under skakning.
Spelkonsolens batteritid har kritiserats (ungefär fyra timmars spelande från UMD eller 2,5 timmars surfande). Detta är en av anledningarna till att Sony nu säljer ett nytt batteri med, som de själva påstår, 25 % längre speltid. Till Sonys försvar bör det dock tilläggas att konsolen kan spela upp musik kontinuerligt i 10–12 timmar om den är lagrad på minneskort, vilket är vad man kan förvänta sig av en normal mp3-spelare.
Minneskortet som följer med standardversionen "Value Pack", är 32 Megabyte stort. Konsolen marknadsförs som både en spel- och multimediakonsol. För att kunna lagra musik och film på Playstation Portable, behöver man som användare köpa ett minneskort med större lagringsutrymme. Om Playstation Portable bara används till spel räcker dock 32 MB i de flesta fall, ett "savegame" tar normalt upp 128–512 kB utrymme på minneskortet, undantagsfall finns åt båda håll.
Vid visning av bilder med hög upplösning (ungefär 4 megapixel och uppåt), har Playstation Portable en tendens att i vissa fall göra bildfilerna korrupta efter att ha visat dem. Problem av den här typen minskar i omfattning med senare och förbättrade versioner av systemprogramvaran.
Playstation Portable har, jämfört med t.ex. Nintendo DS, långa laddtider till sina spel. Detta beror på konsolens avancerade grafik och dess optiska enhet, vilken i förhållande till övrig hårdvara i konsolen är långsam. Detta har lett till att viss kritik riktats mot konsolen.